# Colistine
La colistine est un antibiotique polypeptidique de la famille des polymyxines, du groupe des polymyxines E.
Elle est produite par certaines souches de Bacillus polymyxa var. colistinus. La colistine est un antibiotique ancien découvert en 1950 par des chercheurs japonais, mais qui a ensuite été de moins en moins utilisé dans l'espèce humaine du fait de sa néphrotoxicité, tout en continuant à avoir un usage vétérinaire et en restant chez l'humain un médicament de dernier recours face à des germes multirésistants aux antibiotiques tels que Pseudomonas aeruginosa, Klebsiella pneumoniae et Acinetobacter, notamment Acinetobacter baumannii.
Elle est parfois commercialisée sous la forme de colistiméthate sodique et associée à la bacitracine et à de l'hydrocortisone dans des collyres.
Face à l'apparition d'antibiorésistances, notamment chez les Entérobactéries multi-résistantes possédant une New Delhi métallo-bêta-lactamase, et à la suite de la découverte d'un nouveau mécanisme de résistance, l'Agence européenne des médicaments (EMA), assistée par l'Autorité européenne de sécurité des aliments (EFSA), a mis à jour en 2016 un avis scientifique sur l'utilisation de l’antibiotique colistine chez les animaux. Elle recommande de cesser tout usage vétérinaire de ce médicament, hormis pour traiter « des états cliniques pour lesquels il n'existe pas d'autre traitement efficace ». Cette nouvelle forme d'antibiorésistance est liée au gène MCR-1] et elle est capable de se propager rapidement.

## Historique
La molécule a été découverte en 1950 par des chercheurs japonais, qui l'ont isolée de certaines souches de Bacillus polymyxa var. colistinus, qui la produisent naturellement.

## Mode d'action
La colistine est polycationique et à la fois hydrophile et lipophile. Ces sites polycationiques interagissent avec les groupes phosphates des lipopolysaccharides de structure de la membrane bactérienne, ce qui augmente la perméabilité membranaire et provoque la fuite du contenu intracellulaire, d'où la mort de la bactérie.

## Pharmacocinétique
Le colistiméthate sodique n'est pas absorbé par le tractus gastro-intestinal après administration orale. Pour des infections systémiques, la colimycine doit donc être administrée par voie intraveineuse. Après une injection intraveineuse, 60 à 70 % du colistiméthate sodique sont éliminés par le rein sous forme inchangée, le reste étant hydrolysé en colistine base et en dérivés sulfométhylés selon des mécanismes qui sont toujours mal connus,.
La colistine base est liée à 50 % aux protéines. Elle ne diffuse pas dans le liquide céphalorachidien et passe difficilement les barrières oculaires, synoviales, fœtoplacentaires et pleurales. Il n'existe pas d'élimination biliaire.

## Formes
Il existe deux formes de colistine dans le commerce : le sulfate de colistine et le colistiméthate sodique (méthanesulfonate de colistine sodique, sulfométhate de colistine sodique).
- Le sulfate de colistine est cationique et le colistiméthate sodique est anionique.
- Le sulfate de colistine est stable, mais le colistiméthate sodique est facilement hydrolysé en une variété de dérivés sulfométhylés (32 dérivés potentiels connus)[7].
- Le sulfate de colistine et le colistiméthate sodique sont éliminés de façon différente par l’organisme.
- En ce qui concerne Pseudomonas aeruginosa, le colistiméthate sodique est la prodrogue inactive de la colistine. Les 2 composés ne sont pas interchangeables.

Le colistiméthate sodique peut être utilisé pour traiter des infections à Pseudomonas aeruginosa chez des patients atteints de mucoviscidose et récemment pour traiter des infections à Acinetobacter multirésistants, bien que des formes résistantes à la colistine aient été découvertes,
Le sulfate de colistine peut être utilisé pour traiter des infections du tractus digestif ou supprimer la flore intestinale. Il est aussi utilisé sous forme de topique en crème, poudre et collyres.
Quelques études ont montré que la colistine était indiquée dans le traitement d'infection à Acinetobacter baumannii résistant à la carbapénème.

## Indications
Les indications de la colistine sont :
sous forme de comprimés
- diarrhée aiguë d'origine bactérienne,
- décontamination intestinale sélective lors des aplasies médullaires ;

en injection
- les infections à germes sensibles :
  - infections rénales,
  - infections urogénitales,
  - infections septicémiques,
  - infections méningées ;
- en pansements locaux en dermatologie :
  - surinfections d'ulcères de jambe,
  - surinfections des brûlures et des plaies superficielles ;

en inhalation
- infections bactériennes chez les patients atteints de mucoviscidose, notamment :
  - traitement précoce de la primo-colonisation à Pseudomonas aeruginosa en relais d'une cure d'antibiotiques administrés par voie intraveineuse,
  - traitement des infections pulmonaires chroniques dues à Pseudomonas aeruginosa.

Le colistiméthate sodique a aussi été administré en injections intrathécales et intraventriculaires dans le cas de méningites dues à Acinetobacter baumannii et à Pseudomonas aeruginosa,,,.

## Résistances
La résistance à la colistine est rare, mais bien décrite.
Espèces habituellement sensibles
- aérobies à Gram négatif : Acinetobacter, Citrobacter freundii, Escherichia coli, Klebsiella, Pseudomonas aeruginosa.

Espèces inconstamment sensibles
- aérobies à Gram négatif : Enterobacter, Stenotrophomonas maltophilia.

Espèces naturellement résistantes
- aérobies à Gram négatif : Brucella, Burkholderia cepacia, Burkholderia pseudomallei, Campylobacter, Chryseobacterium meningosepticum, Legionella, Moraxella catarrhalis, Morganella morganii, Neisseria gonorrhoeae, Neisseria meningitidis, Proteus mirabilis, Proteus vulgaris, Providencia, Serratia, Vibrio cholerae ;
- aérobies à Gram positif ;
- anaérobies à Gram positif ;
- anaérobies à Gram négatif.

Face à l'apparition d'antibiorésistances, comme chez les Entérobactéries multirésistantes possédant une New Delhi métallo-bêta-lactamase, et à la suite de la découverte récente d'un nouveau mécanisme de résistance à la colistine dans les bactéries (ex : E. coli et Salmonella enterica dans des aliments et chez des animaux producteurs de denrées alimentaires), l'Agence européenne des médicaments (EMA), assistée par l'Autorité européenne de sécurité des aliments (EFSA), a mis à jour en 2016 un avis scientifique datant de 2013 sur l'utilisation de l’antibiotique colistine chez les animaux. Elle recommande maintenant de cesser tout usage vétérinaire de ce médicament, hormis pour traiter des états cliniques pour lesquels il n'existe pas d'autre traitement efficace. Cette nouvelle forme d'antibiorésistance est liée au gène mcr-1 et elle est potentiellement capable de se propager rapidement.

## Effets indésirables
- Insuffisance rénale[18]
- Troubles neuropsychiques[19] :
  - paresthésies péribuccales et des extrémités ;
  - désorientation temporospatiale ;
  - syndrome confusionnel.
- Allergie